# Герб Мелгасу
Ге́рб Мелга́су — офіційний символ містечка Мелгасу, Португалія. Використовується як територіальний герб. У срібному щиті чорна гора, на якій височіє червоний замок із трьома баштами, срібними вікнами і брамою. Обабіч нього стоять два червоних леви, обернені один до одного. Вони тримають у главі щита португальський щиток із 13 безантами. Низ щита перетятий трьома хвилястими смугами — срібною, синьою і србіною. Щит увінчує срібна мурована містечкова корона з чотирма вежами.  Під щитом біла стрічка, на якій великими літерами напис португальською: «vila de Melgaço» (містечко Мелгасу).  Офіційно затверджений 17 грудня 1935 року.  

## Галерея

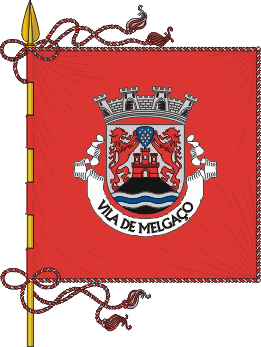
Прапор